# Garínoain
Garínoain (en euskera: Garinoain) es un municipio español de la Comunidad Foral de Navarra, situado en la merindad de Olite, en la comarca de Tafalla, en la Valdorba o valle de Orba y a 26 km de la capital de la comunidad, Pamplona. Su población en 2024 fue de 526 habitantes (INE).

## Toponimia
El significado del nombre de la localidad probablemente sea: Lugar propiedad de una persona llamada Garindo. Esto se basa en una composición habitual en mucho topónimos de Navarra, Aragón, Gascuña y el País Vasco que consistiría en la unión de un nombre de persona y el sufijo «ain» que indica propiedad. Garindo es un nombre de persona en euskera que equivale en castellano a Galindo.
Koldo Mitxelena lo compara con el nombre de la localidad suletina de Garindein, citando además dos variantes con «nn» que datan de 1072 y 1115 las cuales apoyarían la evolución de Garindo a Garino. También este autor documenta el nombre de persona, Garinius que cree que forma parte del topónimo.

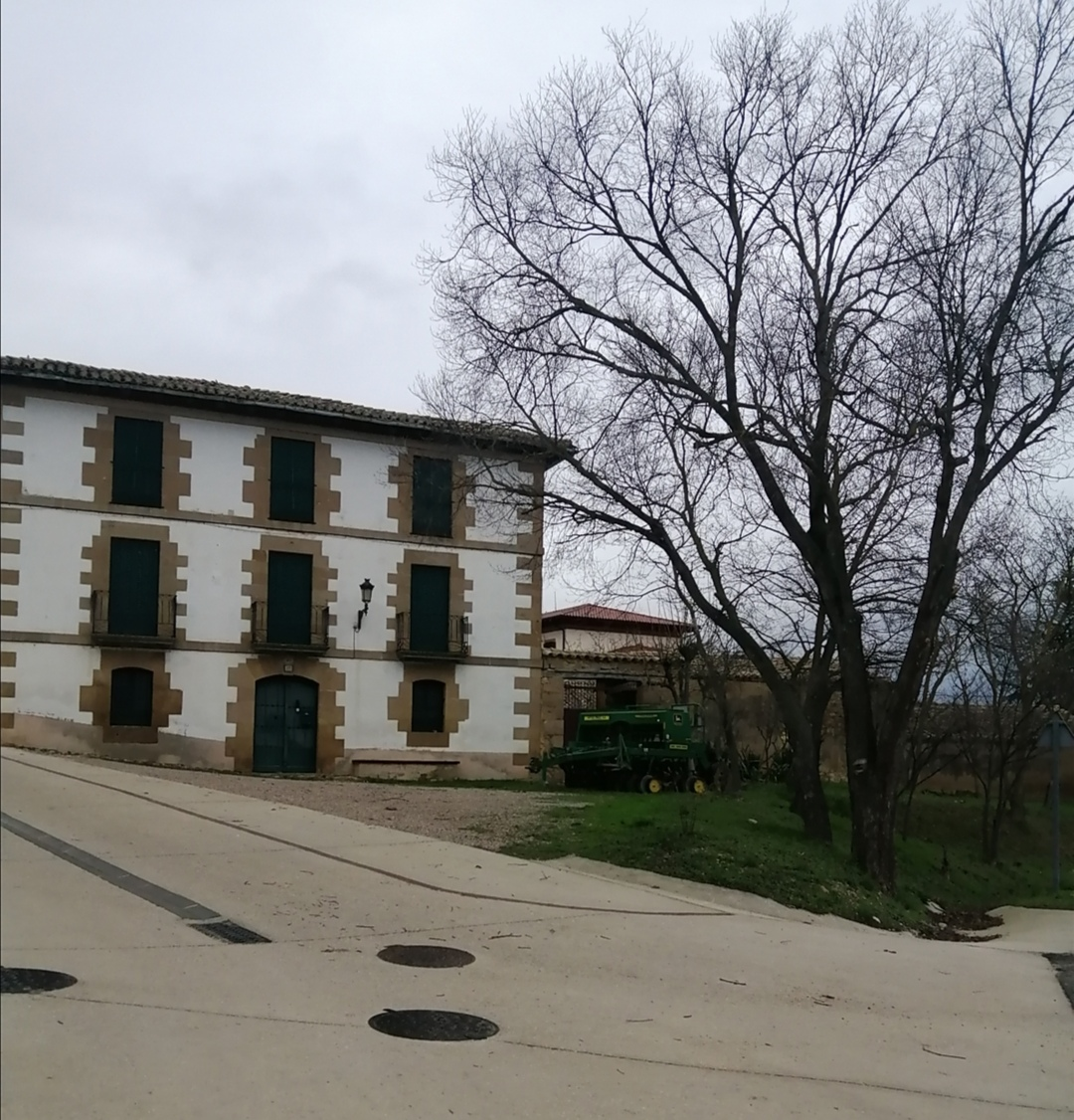
Casa Etxeberría

El nombre de la localidad aparece en documentación antigua de la siguiente manera: Garinoain, Garinoayn (1194, 1268, 1280, 1350, 1366, 1599, NEN); Guarinoayn (1280, NEN).
Inicialmente adscrita a la zona no vascófona por la Ley Foral 18/1986, en junio de 2017 el Parlamento navarro aprobó el paso de Garínoain a la Zona mixta de Navarra mediante la Ley foral 9/2017. En 2006 el municipio había pedido ser incluido en la dicha zona. Prácticamente todos sus habitantes tienen el español como lengua materna.
Su gentilicio es Garinoaindarra, aplicable tanto en femenino como en masculino.

## Símbolos

### Escudo
El escudo de armas del lugar de Garínoain tiene el siguiente blasón:

Cortado. 1º de azur y una balanza con las siglas J. F. (Justicia y Fuerza) de oro. 2º de plata y un león rampante de gules.

En este escudo se combinan los elementos que antiguamente tenían los sellos de la alcaldía que tenía la balanza y las siglas J. F y el ayuntamiento que tenía el león rampante.
Tanto en las vidrieras del Palacio de Navarra como en «Heráldica de Navarra» se atribuye a Garínoain un escudo erróneo. En el primero aparece igual que el descrito con la diferencia de que el león aparece de oro en lugar que de gules (rojo). El que aparece en la «Herádica de Navarra» muestra todos los elementos en un solo cuartel y su blasón sería el siguiente:

De azur y un león surmontado de una balanza con las siglas J. F. de oro

## Geografía

Ubicación del municipio de Garínoain en Navarra.

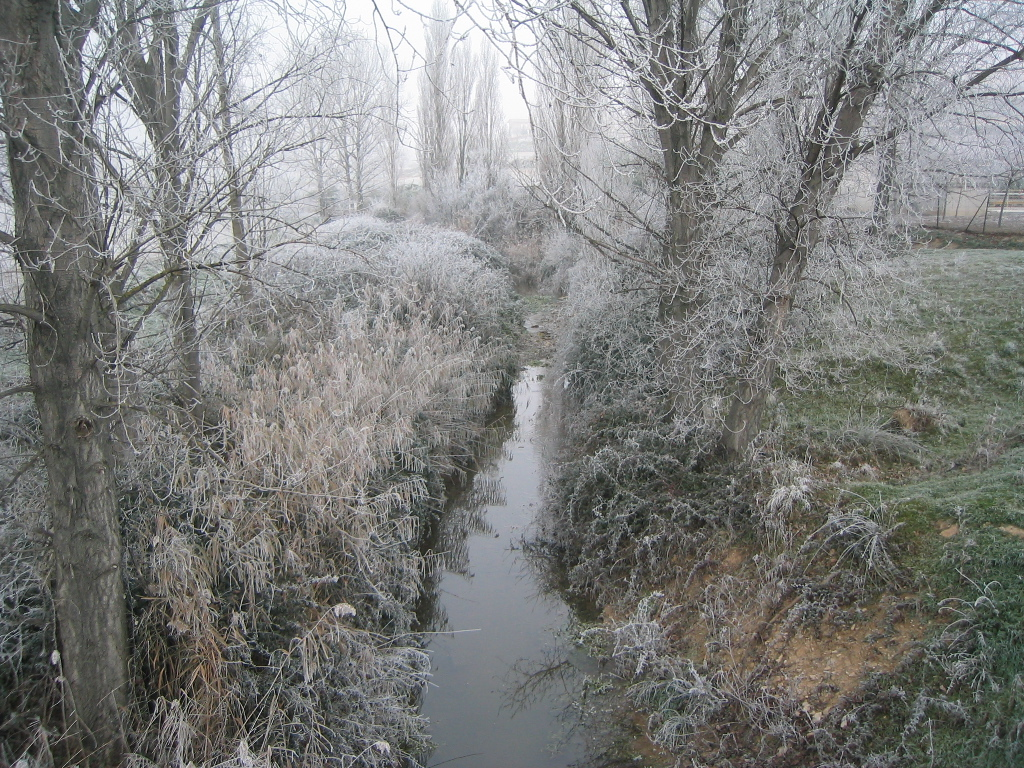
Río Zidacos a su paso por Garínoain.

El municipio de Garínoain está situado en la Comunidad Foral de Navarra, dentro de la Zona Media de Navarra, a 14 kilómetros al norte de la ciudad de Tafalla y a 26 kilómetros al sur de la de Pamplona. El término municipal está atravesado por la autopista de Navarra (AP-15) y por la carretera nacional N-121, además de por una carretera local que conecta con Orísoain. 
Su término municipal tiene una superficie de 10,1 km² y limita al norte con los municipios de Barásoain y Olóriz, al este con el de Orísoain, al sur con los de Leoz y Pueyo y al oeste con el de Artajona.
| Noroeste: Barásoain | Norte: Barásoain | Noreste: Olóriz |
| Oeste: Artajona     |                  | Este: Orísoain  |
| Suroeste: Pueyo     | Sur: Pueyo       | Sureste: Leoz   |

### Relieve e hidrología
La forma de su término municipal es casi rectangular y se extiende desde el monte de la Majada al oeste hasta el alto de la Cruz al este. Por su parte central discurre el río Zidacos que atraviesa el municipio de norte a sur. La altitud oscila entre los 625 metros al noroeste (Las Tres Murgas) y los 480 metros, a orillas del río. El pueblo se alza a 543 metros sobre el nivel del mar. 

### Clima

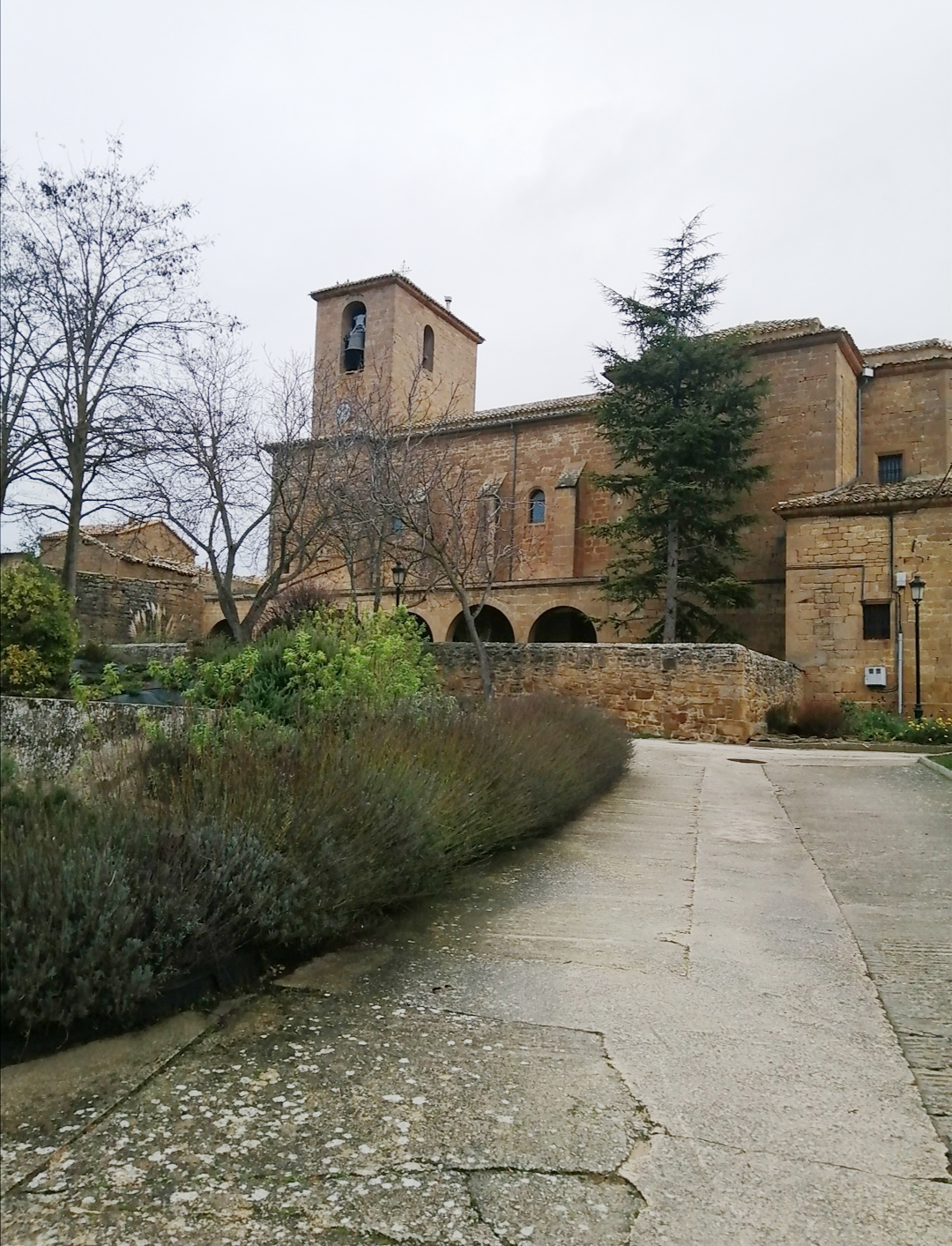
Iglesia de Garínoain

El clima de la zona mediterráneo continental y está caracterizado por tener inviernos fríos, sobre todo si sopla el cierzo (viento del norte), y veranos moderadamente calurosos y secos. La temperatura media anual está entre los 12° y los 13 °C, el índice de precipitación anual entre los 500 y 700 mm registrándose al año una media de 80 días de precipitación y la evapotranspiración potencial tiene un índice de entre 700 y 725 mm.

### Flora y fauna
La vegetación autóctona arbórea de la zona está compuesta principalmente por encinas (Quercus ilex) y robles (Quercus robur). La acción antrópica a reducido considerablemente su superficie principalmente para destinar terreno a cultivos agrícolas quedando en la actualidad unas 80 ha. También dentro del municipio existen unas 4 ha. de pinares de repoblación compuesta principalmente por pino laricio (Pinus nigra).
La fauna típica de Garínoain se compone de mamíferos en su mayoría de pequeño tamaño (corzos, jabalíes, conejos, liebres, zorros y nutrias), aves típicas de un clima entre montañoso y mediterráneo continental (garzas, ánades, perdices, búhos, mirlos, avutardas, codornices, pájaros de pequeño tamaño como gorriones, jilgueros etc. y alguna rapaz como halcones peregrinos y pequeñas águilas) y peces de río (carpas, barbos, lucios etc.)

## Demografía
Garínoain cuenta con una población de 526 habitantes (INE 2024).
| Gráfica de evolución demográfica de Garínoain entre 1842 y 2021                                                     |
| |
| Población de derecho según los censos de población del INE Población de hecho según los censos de población del INE |

## Administración y política
Garínoain conforma un municipio el cual está gobernado por un ayuntamiento de gestión democrática desde 1979, formado por 7 miembros elegidos en las elecciones municipales según está dispuesto en la Ley Orgánica del Régimen Electoral General. La sede del consistorio está situada en la Plaza del Ayuntamiento, 1.
| Partido político                                        | 2015  | 2015       | 2011 | 2011       | 2007  | 2007       | 2003  | 2003       | 1999  | 1999       | 1995  | 1995       | 1991  | 1991       |
| Partido político                                        | %     | Concejales | %    | Concejales | %     | Concejales | %     | Concejales | %     | Concejales | %     | Concejales | %     | Concejales |
| Agrupación Unidos por Garinoain (AUG)                   | 86,14 | 7          | —    | —          | —     | —          | —     | —          | —     | —          | —     | —          | —     | —          |
| Derecha Navarra y Española (DNE)                        | —     | —          | 5,6  | 7          | —     | —          | —     | —          | —     | —          | —     | —          | —     | —          |
| Agrupación Electoral Independiente por Garinoain (AEIG) | —     | —          | —    | —          | 50,00 | 4          | 32,58 | 2          | —     | —          | —     | —          | —     | —          |
| Agrupación Electoral Gandirian (APEG)                   | —     | —          | —    | —          | 46,6  | 3          | 61,42 | 5          | 63,45 | 7          | 32,88 | 2          | —     | —          |
| Agrupación Independiente Murugan (AIM)                  | —     | —          | —    | —          | —     | —          | —     | —          | —     | —          | 65,3  | 5          | —     | —          |
| Independientes                                          | —     | —          | —    | —          | —     | —          | —     | —          | —     | —          | —     | —          | 99,17 | 7          |

En las elecciones locales de mayo de 2011 no se presentó ninguna candidatura para el municipio de Garínoain, por lo que se repitieron en noviembre del mismo año, coincidiendo con las elecciones elecciones al Congreso y al Senado de 20 de noviembre. El único partido que se presentó a la alcaldía fue Derecha Navarra y Española con Gonzalo Vicuña como cabeza de lista. Los resultados fueron 305 votos en blanco, 47 abstenciones, 18 votos para DNE y 6 votos nulos. Al conseguir algo más del 5% de los votos válidos, Derecha Navarra y Española consiguió las siete concejalías, pese a incumplir la legislación electoral al haberse presentado varias de esas personas a ayuntamientos distintos en los mismos comicios y con mucha polémica entre sus vecinos. Tras la renuncia del cabeza de lista, el segundo en la lista tomó posesión el 4 de enero ante la protesta de la vecindad de Garínoain. Durante la legislatura la vecindad denunció en reiteradas ocasiones la inoperancia de la corporación municipal. Dimitieron todos los corporativos que se presentaron inicialmente menos uno.
| Mandato   | Nombre del alcalde                   | Partido político |
| --------- | ------------------------------------ | ---------------- |
| 1979-1983 | Luis Marquina Arregui                | AE Popular       |
| 1983-1987 |                                      |                  |
| 1987-1991 |                                      |                  |
| 1991-1995 |                                      |                  |
| 1995-1999 | José Ignacio Sanz Otazu              | Gandiriain       |
| 1999-2003 | Carlos Sola Pabolleta                | APEG             |
| 2003-2007 | Javier Ignacio Inchusta Laza         | APEG             |
| 2007-2011 | Xabier Barrena Mendiorotz            | AEIG             |
| 2011-2015 | Francisco Javier Echarri Cabodevilla | DNE              |
| 2015-     | Íñigo Arregui Odériz                 | AUPG             |

## Monumentos

### Monumentos Religiosos

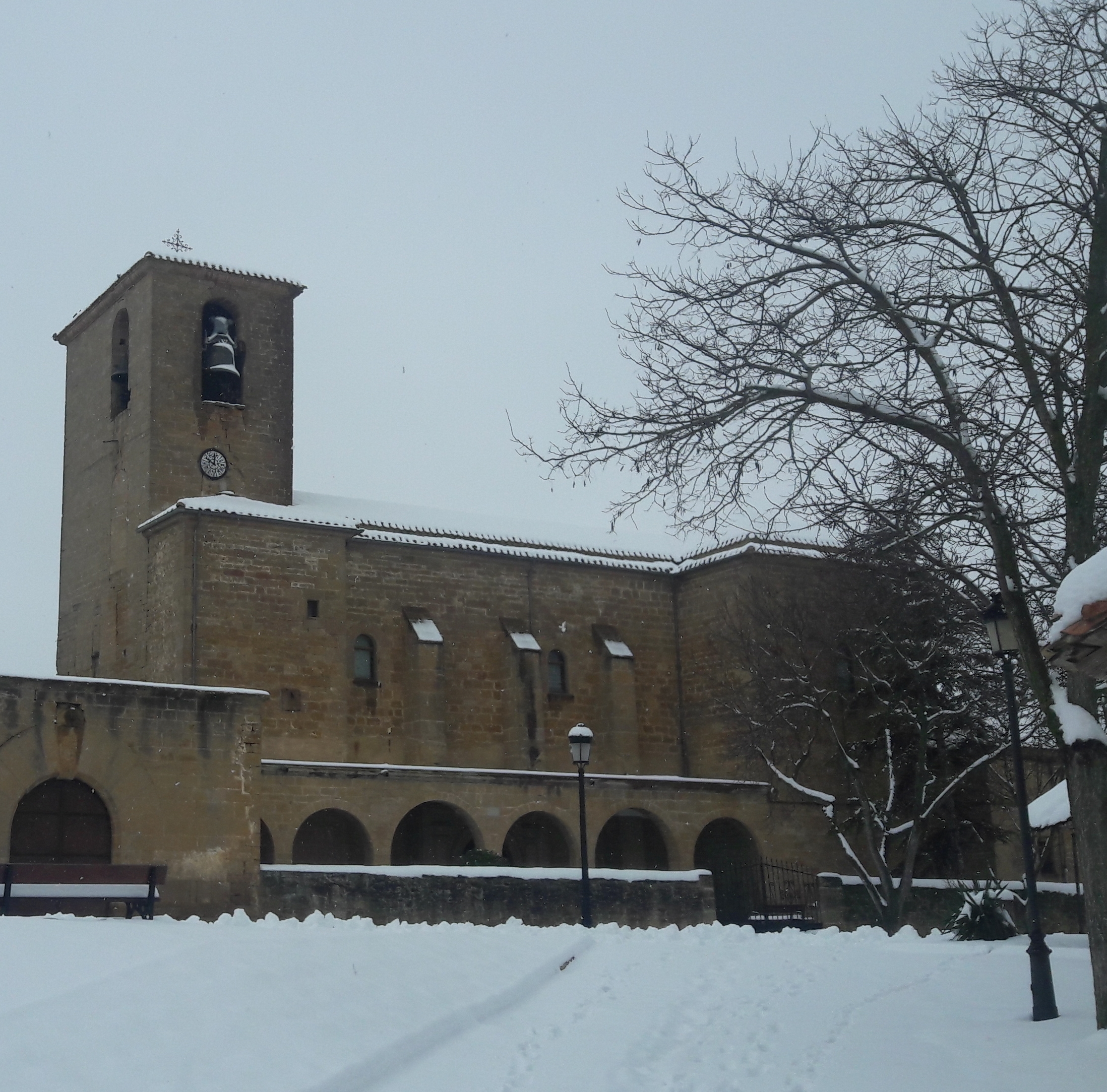
Iglesia San Martín de Tours nevada

#### Iglesia de San Martín de Tours
En el centro del pueblo se encuentra la parroquia de San Martín, construida en 1773 por el cantero Melchor Marichalar y Santiago Zelayeta. Esta iglesia sustituyó a otra medieval, aunque se aprovechó en la nueva construcción la zona inferior de la torre, que se corresponde en el interior con el tramo de los pies. La nueva iglesia tiene planta de cruz latina con cabecera pentagonal, cubierta por una bóveda de medio cañón con lunetos. La torre presenta tres vanos con tres campanas, siendo la sur la más grande. también posee un reloj y un reloj de sol. Antes en el tejado de la torre se encontraba un pequeño chapitel que ha perdido a día de hoy. Tiene tres contrafuertes a ambos lados del cuerpo y esta realizada entera en sillar paralelepípedo. En el crucero se encuentra una figura de Jesucristo crucificado y una de las dos pilas bautismales que posee, gótica del siglo XIV que procede de Cataláin además de la talla de la virgen del monte que antiguamente estaba en la ermita de santa Cecilia, datada del siglo XIV y de una copia de otra virgen románica del año 1200, ya que la original se conserva en el museo diocesano de Pamplona. En el lado derecho del crucero hay

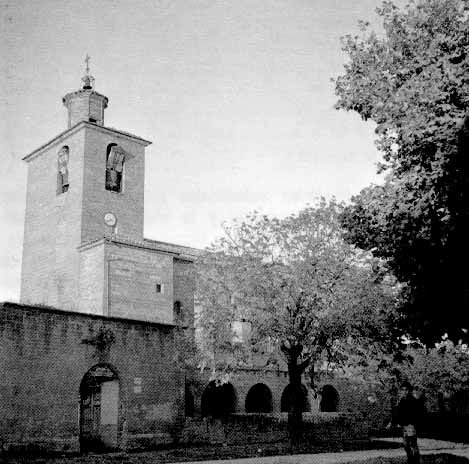
Iglesia de San Martín aún con el chapitel

dos retablos y en uno de ellos se hospeda la figura de la Virgen Blanca, datada del siglo XIV. En el retablo del altar se encuentra la figura de San Martín de Tours a caballo que da nombre a la iglesia, casi de tamaño natural. El porche está formado por seis arcos de medio punto y la escasa iluminación proviene de cuatro ventanas decoradas con vidrieras situadas en el muro sur. En su taza se suceden arquillos trilobulados que encierran motivos decorativos. La colección de orfebrería incluye piezas de estilo y cronología diversa. La pieza más antigua es el brazo relicario de San Blas, que data del siglo XVI; en la primera mitad de la siguiente centuria se datan dos coronas de plata que tienen diseño bajorrenacentista. Existe otra corona de plata sobredorada con una estructura barroca del siglo XVIII, siglo este al que también pertenece el viril de un ostensorio del siglo XIX, labrado en Méjico y donado hacia 1711 por Martín de Zabala y Zunzarren, residente en dicha ciudad. Tres son las Vírgenes medievales que pertenecen a esta localidad, la más antigua es una talla románica de hacia 1200 que se conserva en el Museo Diocesano de Pamplona, mientras que las otras dos pertenecen al gótico del siglo XIV. Se trata de la Virgen del Monte que procede de la Ermita de Santa Cecilia y la Virgen Blanca, antigua titular de la suya, las dos han sido muy retocadas y en la actualidad se custodian en la parroquia. Garínoain cuenta con tres ermitas:

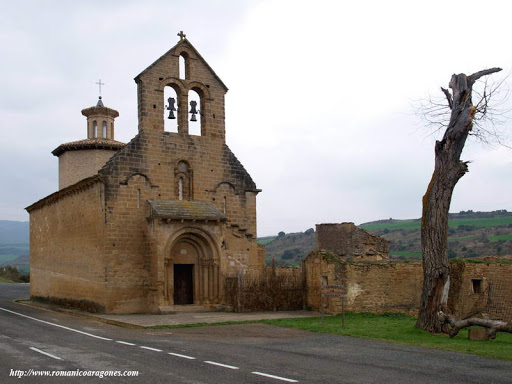
Ermita de Catalain

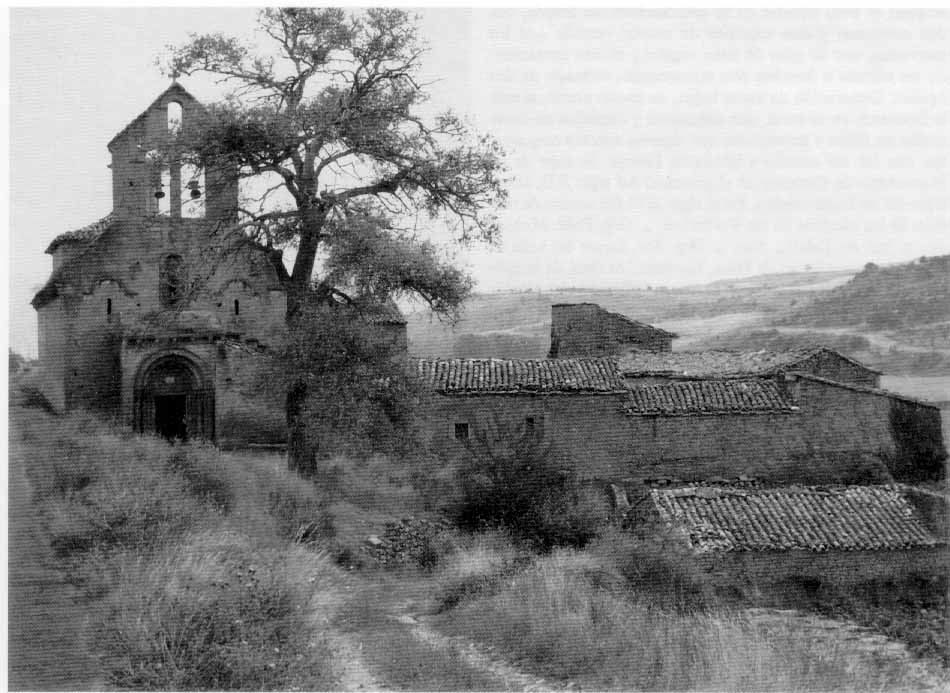
Ermita de Catalain antes de su última restauración

#### Ermita de Catalain

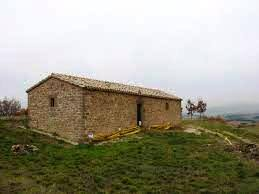
￼Ermita de Santa Cecilia en Garínoain

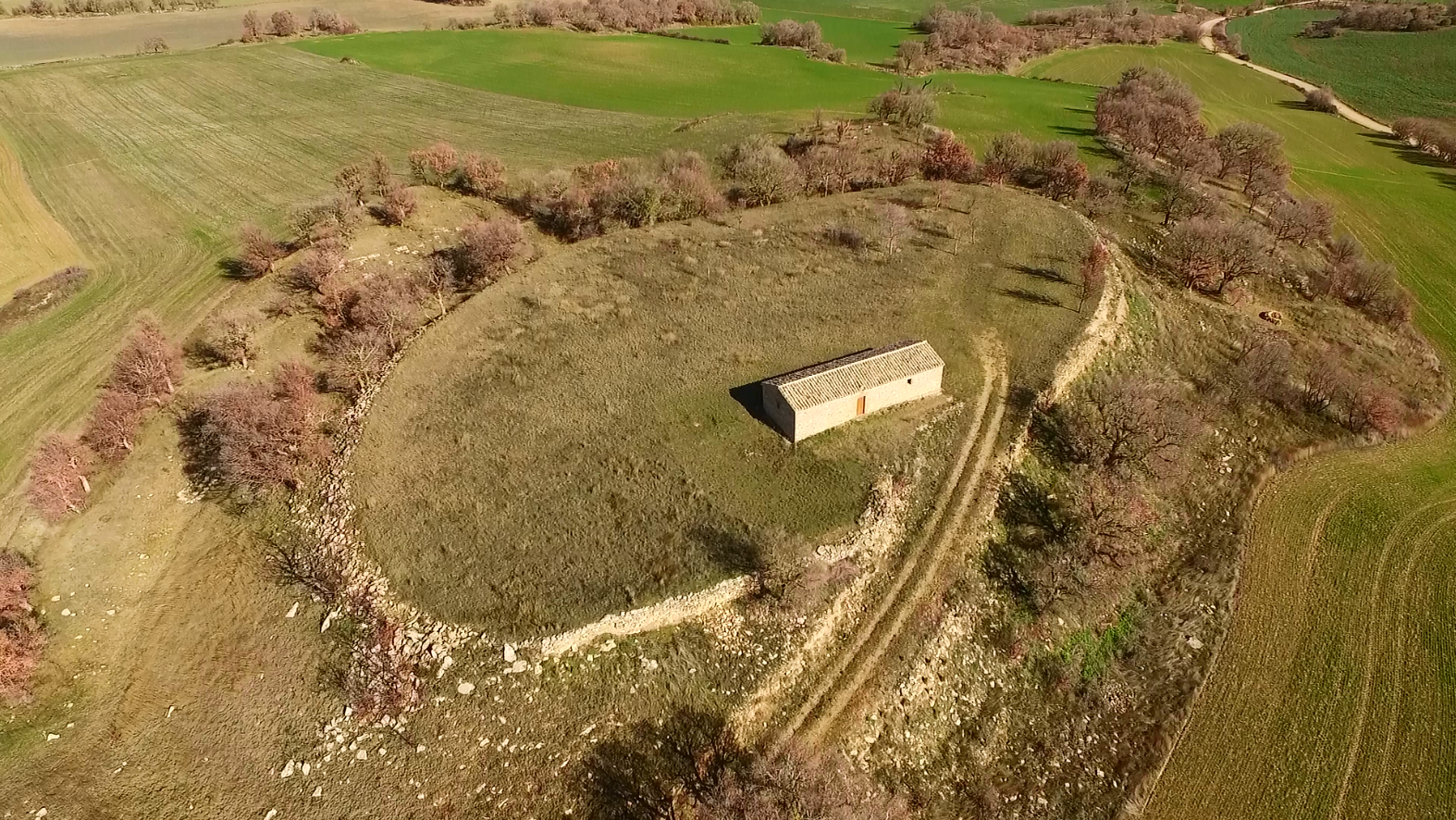
Castro vascón sobre el que se encuentra la ermita de Santa Cecilia

La ermita del Santo Cristo de Catalain es la más importante, situada a cierta distancia de la población en la carretera que va desde el pueblo a Orisoain. Existen noticias suyas a partir de los primeros años del siglo XIII, cuando fue donada a la Colegiata de Roncesvalles, por los hermanos Jimeno y Miguel de Garínoain (1207), y a ella perteneció hasta la Desamortización. El primitivo templo románico del primer cuarto del siglo XII fue transformado en 1776, siguiendo el estilo barroco por el cantero Juan de Santesteban. Se ha intentado devolverle a su estado original en la reciente restauración. Del edificio medieval permanecen los muros perimetrales, que configuran una nave rectangular de cuatro tramos más al ábside semicircular, dividido en dos registros por una cornisa de tacos y otra de bolas que separan el piso de arquerías y el de ventanas. Finalmente se alza una bóveda de horno. Románicos son también los capiteles del arco triunfal que representan al rey David tocando el arpa y temas vegetales dispuestos en doble banda; por el contrario, tanto la cubierta de la nave como la cúpula del crucero obedecen a la reciente restauración. Los exteriores, lo mismo que el interior, son de sillería y tienen en la fachada en la que se sucede la puerta de medio punto con capiteles decorados, la línea de ventanas -la central con un curioso arco polilobulado- y una esbelta espadaña en el remate. Asimismo es de destacar la serie de canes con que culminan los muros laterales y ábside, donde está muy patente el gusto románico por los seres fantásticos, monstruos, animales e incluso seres humanos tanto masculinos como femeninos, todo ello realizado de manera esquemática. En el interior se venera una talla del Cristo de Catalaín, gótica del siglo XIV, de expresiva anatomía y majestuoso rostro; asimismo interesa la pila bautismal, tallada en estilo gótico con una serie de arquerías trilobuladas.

#### Ermita de Santa Cecilia
Se trata de un edificio situado a unos 4 kilómetros de distancia del pueblo. su estructura es rectangular y de una única sala. La puerta está situada en la fachada sur del edificio y la escasa iluminación proviene de tres vanos situados en la fachada este, oeste y sur. El edificio está construido en sillarejo y carece de espadaña. Sobre el dintel de la puerta y tallado en piedra se puede leer la frase "Santa Cecilia Ora Pronobis" y sobre él entre las tejas del tejado a dos aguas vemos un pequeño y simple crismón tallado en piedra. El pie de la cruz que contiene toca el letrero anterior. En el interior de la ermita. En el interior podemos ver un banco de piedra que ocupa todo el muro norte, una serie de troncos que sustentan el techo, un altar de piedra situado sobre un escalón también de piedra y una figura de Santa Cecilia con un Arpa presidiendo la sala. Anteriormente en esta ermita se guardaba la Virgen del monte, una talla medieval del siglo XIV que hoy en día se custodia en la iglesia de San Martín del pueblo. El edificio está situado sobre un antiguo castro vascon, como se puede ver en la imagen, y esque en el territorio de Garínoain podemos encontrar 4 de estos castros. Es costumbre la romería a esta ermita a mediados de junio. Se sale desde la Iglesia del pueblo sobre las diez de la mañana y se va caminando hasta la ermita, situada en el monte de Garínoain y a cuatro kilómetros de la localidad. Se celebra una misa en la ermita y más tarde se hacen calderetes y se asan txulas, txistorras, morcillas etc.. y se come alrededor de la ermita por cuadrillas en sombríos y planos.

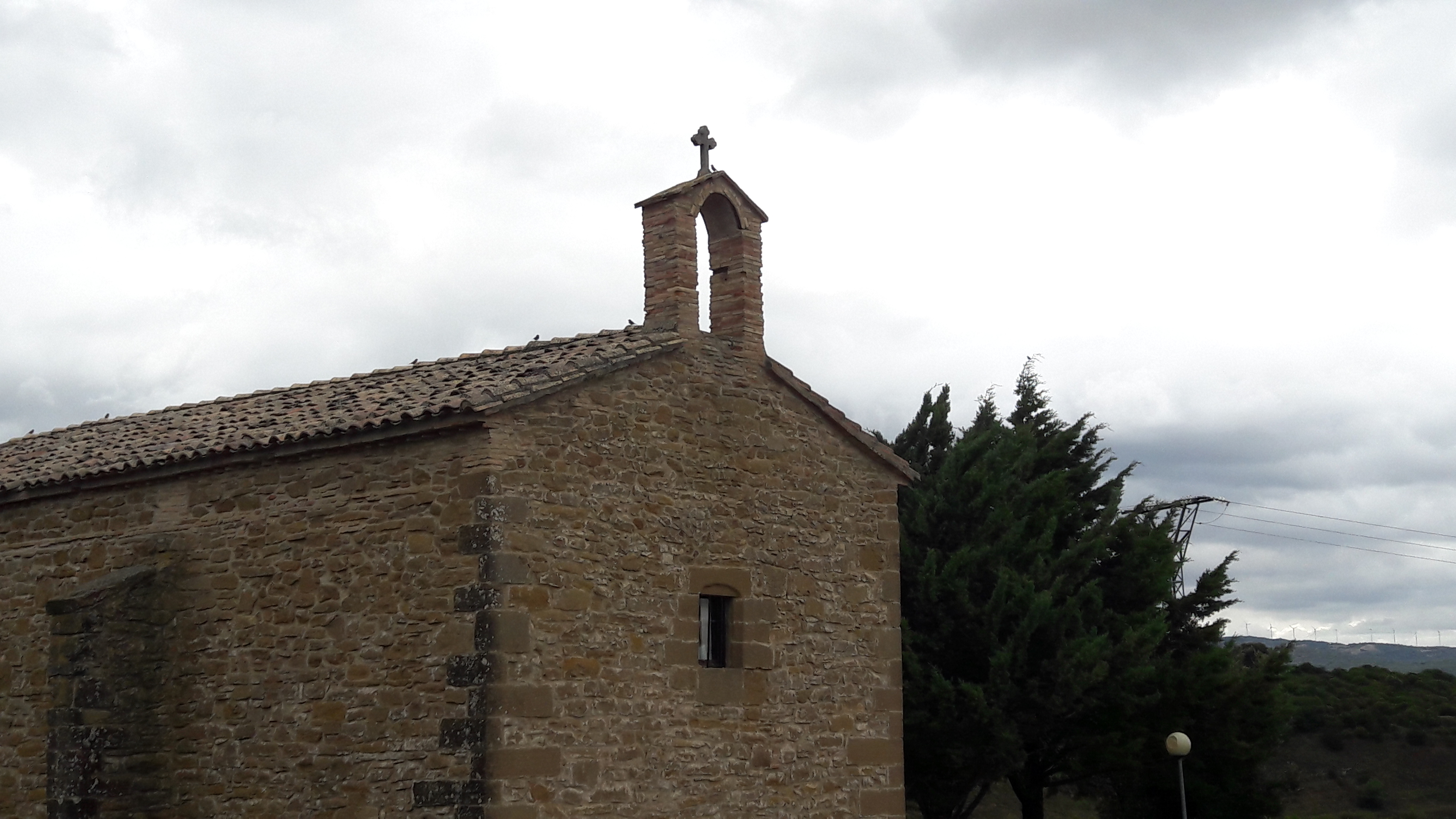
Ermita de la Virgen Blanca

#### Ermita de la Virgen Blanca
Situada a las afueras de la localidad. Se trata de un pequeño templo de planta rectangular del siglo XVI, reconstruido y modificado en varias ocasiones. Destaca el aparejo de madera que recubre la planta así como la solidez de sus muros de sillería. El elemento artístico de mayor valor, se encuentra ubicado en un lateral de la ermita conformando una portada. Dicho pórtico consiste en un gran arco de medio punto con decoración austera, que acusa la tipología renacentista. Hoy en día es una sala de actos municipal.

### Monumento Roble Ulibarrena

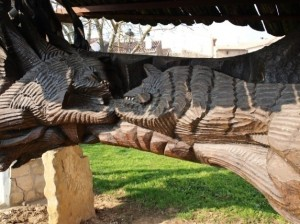
"utrimque roditur", de Joxe Ulibarrena

Se encuentra en la Plaza Príncipe de Viana, obra del artista Joxe Ulibarrena que talló en el tronco de un viejo roble del lugar, derribado por las obras del gaseoducto, el lema del Príncipe de Viana; UTRINQUE RODITUR, en varios idiomas. En el reverso del roble aparecen dos lebreles o sabuesos que junto con el lema, forman el escudo del príncipe. Los pies de la obra en piedra, aparece tallado la dedicatoria y la fecha.
Utrimque roditur es el término latino equivalente a «Roído por los dos lados». El historiador navarro del siglo XVI R. Ávalos de la Piscina lo atribuye como divisa al Príncipe de Viana, simbolizado por dos lebreles royendo un hueso, hueso que sería Navarra atrapada y codiciada por Castilla y Francia.

## Cultura

### Entidades culturales
- Banda de Música Alai Taldea, fundada en 1995 y constituida desde 1999 como asociación.[19]

### Fiestas y eventos
La localidad celebra sus fiestas patronales, en honor a la Virgen Blanca el fin de semana más cercano al 8 de septiembre.
También destaca el Día del Gallo, 8 de diciembre y la Romerías a Santa Cecilia en la muga de Artajona que tiene lugar el 1 de mayo y el domingo siguiente al Corpus Cristi.